# 천관산
천관산(天冠山)은 전라남도 장흥군 관산읍과 대덕읍 경계에 있는 높이 723m의 산이다. 1998년 10월 13일에 도립공원으로 지정되었다. 예로부터 내장산. 월출산. 변산. 두륜산 등과 더불어 호남의 5대 명산으로 불러온 명산이다.

## 개요
높이는 723m이고, 옛 이름은 천풍산(天風山)·지제산(支提山)이다. 가끔 흰 연기와 같은 이상한 기운이 서린다 하여 신산(神山)이라고도 한다. 지리산, 내장산, 변산, 월출산과 더불어 호남의 5대 명산으로 불리는 천관산은 수려한 지형경관으로 도립공원으로 지정되어 있다.

### 유래
신라 화랑 김유신(金庾信)을 한때 사랑했으나 김유신에게 버림받은 천관녀(天官女)가 숨어 살았던 산이라는 전설이 있다.

## 자연환경

### 지질
천관산의 주변으로는 백악기 후기의 중성 화산암류가 대부분이지만, 천관산 일원은 화강암이 대부분을 차지하고 있으며, 일부 쥐라기의 대보화강암이 나타나고 있다. 천관산 제2봉인 대장봉 일대는 연대봉과는 달리 구상풍화(球狀風化)를 받은 원형의 핵석이 많이 분포한다. 또한 산릉을 따라 토어(tor)와 캐슬코피(castle koppie)가 형성되어 화강암산지 특유의 지형경관을 만든다. 정상에 출현하는 평탄한 노암에서 연유하여 환희대(歡喜臺)라고도 불린다. 

### 자연지리
하계망은 북쪽으로 고읍천의 지류가 형성되어 있으며, 남쪽으로는 대덕천으로 유입된다. 천관산 지역의 주요 식물군락은 소나무군락, 곰솔군락, 곰솔-상수리나무군락, 신갈-졸참나무군락, 동백나무군락, 비자나무군락, 억새군락 등이 분포하고 있는 것으로 조사되었다. 2000년 조사에서 천관산 지역에서는 총 8목 19과 49종 723개체의 조류가 관찰되었다.

### 인문지리
고려시대까지만 하여도 산이 울창하였으며, 천관사·옥룡사·보현사 등 89개의 암자가 있었으나, 현재는 절터와 몇 개의 석탑·석불만이 남아 있다.

## 관광 =
장천재의 깊은 계곡과 치솟아 있는 산정 일대의 봉우리는 정말 아름답다. 당암(堂巖)·고암(鼓巖)·사자암(獅子巖)·상적암(上積巖)·사나암(舍那巖)·문주보현암(文珠寶賢巖) 등은 일대 장관을 이룬다. 가을에는 단풍이 깊은 계곡을 아름답게 수놓으며, 겨울에는 푸르른 동백과 함께 주변 경관이 뛰어나 많은 관광객이 찾고 있다.
천관산은 지리산, 월출산, 내장산, 내변산과 함께 호남의 5대 명산 중 하나로 호남의 대표적인 억새명산이다. 아기바위, 사자바위, 중봉, 천주봉, 관음봉, 선재봉, 대세봉, 석선봉, 돛대봉, 구룡봉, 갈대봉, 독성암, 아육탑 등을 비롯 수십개의 기암괴석과 기봉이 꼭대기 부분에 삐죽삐죽 솟아 있는데, 그 모습이 주옥으로 장식된 천자의 면류관 같다하여 천관산이라 불렀다고 한다.
정상에서 남해안 다도해, 영암의 월출산, 장흥의 제암산, 광주의 무등산이 한눈에 들어오며, 정상부근으로 억새밭 5만여평이 장관을 이루고 능선위에 올라서면 기암괴석의 암봉들이 다가온다. 매년 가을 이곳 천관산 연대봉에서 산상 억새능선 사이 약 4km 구간에서 "천관산억새제"가 개최된다. 

## 같이 보기
- 한국의 산